# Cleveland (Prévost)
Pour les articles homonymes, voir Cleveland (homonymie).
Le Philosophe anglais ou Histoire de M. Cleveland, fils naturel de Cromwell, aujourd’hui plus communément appelé Cleveland, est un roman-mémoires de l’abbé Prévost. Il est constitué de sept tomes, les quatre premiers publiés en 1731, les trois derniers en 1738 et 1739. Un cinquième tome apocryphe, publié par l'éditeur des quatre premiers et écrit par un inconnu, a également paru en 1734.

## Synthèse
Comme d'autres romans de l'abbé Prévost, Cleveland est longtemps resté dans l'ombre de Manon Lescaut, le seul roman qu'on retient généralement de lui, même si on peut observer une inversion de cette tendance. En son temps, il a néanmoins exercé, en dépit de sa longueur, une grande influence, réédité à plus de vingt reprises, et maintes fois traduit. En outre, Prévost a détourné la première conclusion qu’il projetait pour Cleveland, qui faisait mourir Fanny dans le désert, au profit de Manon Lescaut.
Ce roman, qui relate les aventures invraisemblables de Cleveland, bâtard imaginaire d'Oliver Cromwell, ainsi que son histoire d'amour avec Fanny, est présenté comme la traduction du « manuscrit de M. Cleveland » traduit par l’Homme de qualité, un autre personnage de Prévost, auquel le fils de Cleveland aurait confié ses mémoires.
Dans ce roman, qui s’inscrit dans la tradition du roman-mémoires, mais qui trouve ses origines dans la tradition du roman baroque du Grand Siècle et appartient néanmoins au genre typique des Lumières du roman philosophique, Prévost construit des points d’intersection entre la réalité historique et l’univers romanesque en mêle constamment des éléments réels à la narration, comme le père bien réel qu’il donne à son héros imaginaire, même s’il prend de grandes libertés avec la chronologie historique  et les réalités géographiques.
La « bâtardise » de Cleveland, ses causes et ses conséquences, abandon, rupture, errance et épreuves, constituent également une donnée de base de la trame romanesque, la distribution des rôles, la manière d’être du personnage de ce roman des origines. Dans Cleveland, l’élément psychologique joue également un grand rôle, en impliquant le lecteur dans la narration par l’intermédiaire d’une voix individualisée, qui cherche à imiter le naturel, au service d’une « vérité » subjective.